# Віковаро
Віковаро (італ. Vicovaro) — муніципалітет в Італії, у регіоні Лаціо,  метрополійне місто Рим-Столиця.
Віковаро розташоване на відстані близько 38 км на схід від Рима.
Населення — 4040 осіб (2014).
Щорічний фестиваль відбувається 17 січня. Покровителі — святий Антоній Великий.

## Демографія
Населення за роками:

Станом на 1 січня 2023 року в муніципалітеті офіційно проживало 280 іноземців з 22 країн, серед них 233 громадяни країн Євросоюзу та 4 громадяни України.

## Уродженці
- Карло Річчетеллі (*1962) — італійський футболіст, воротар.

## Сусідні муніципалітети
- Кастель-Мадама
- Мандела
- Роккаджовіне
- Самбучі
- Сан-Поло-дей-Кавальєрі
- Сарачинеско
- Тіволі